# エコフローテクノロジー
エコフローテクノロジー（EcoFlow Technology）は、中華人民共和国深圳市で2017年に設立したポータブル電源の製造・販売を手掛ける企業。
充電技術「X-Stream」は、アダプターの無いケーブルを通して交流を直流電源に変換し、高効率で充電できる DELTA Proは「タイム」誌の2021年ベスト100発明品に選ばれた。

## 歴史
EcoFlow Technology（エコフローテクノロジー）社は2017年に中国のドローン企業DJIでエンジニアとして働いていた王磊により設立された。共同創業者は、Hannah Sieber、Fan Zheng、Eli Harris。Kickstarter、IndiegogoとMakuakeなどのクラウドファンディングで応援購入サービスに成功している。

## 製品
主な製品には、屋外や緊急時に動力を供給する軽量ポータブル電源「River」シリーズがある。充電技術「X-Stream（エックス ストリーム）」により「１時間で80%」充電できる。DELTAシリーズの最大のメリットは、99%以上のあらゆる電化製品に使用可能な出力と容量。フラッグシップモデルとも呼べるDELTA Proは3,600Whの容量を誇り、更に最大21,600Whまで容量の拡張が可能。

## コマーシャル
- 斎藤佑樹（2024年夏に、BS朝日4Kと、TVerにて放送・配信された高校野球中継に協賛）